# Cricotopus adentatus
Cricotopus adentatus är en tvåvingeart som beskrevs av Hirvenoja 1985. Cricotopus adentatus ingår i släktet Cricotopus och familjen fjädermyggor. Inga underarter finns listade i Catalogue of Life.